# Свети Пантелеймон (Мокриево)
Вижте пояснителната страница за други значения на Свети Пантелеймон.
„Свети Пантелеймон“ (на македонска литературна норма: „Свети Пантелејмон“) е възрожденска православна църква в струмишкото село Мокриево, Северна Македония. Част е от Струмишката епархия на Македонската православна църква – Охридска архиепископия.

## История
Църквата е изградена в 1874 година според плочата на фасадата.

## Архитектура
Храмът е трикорабна псевдобазилика с равен дървен таван на трите кораба. На източната двойка стълбове в църквата са изписани концентрични ромбовидни мотиви в бордо, охра и сина тоналиност, в чиято среда е изписан букет цветя. Таванът е касетиран. Дървеният профил, с който са оформени касетите, е бил боядисан автентично в бордо, а самите полета последователно в охра и синьо; в центъра им е нарисувана бяла осемлъчева звезда.
Прозорците са с полукръгли арки (окулуси) и кръгли прозорци (мандорли).

## Иконопис
Зографисана е от зограф Андон Петров от село Гари в 1874 година. Негово дело са царските двери и престолните икони.